# Bernd Gröne
Bernd Gröne (Recklinghausen, 19 de febrer de 1963) fou un ciclista alemany que fou professional entre 1989 i 1995, tots en l'estructura de l'equip Team Telekom.
En la seva època com amateur va guanyar una medalla de plata als Jocs Olímpics de Seül a la prova en ruta. Com a professional, de les seves victòries destaquen una etapa a la Volta a Espanya i el Campionat nacional en ruta.

## Palmarès
- 1984
  -  Campió d'Alemanya amateur en Contrarellotge per equips
  - Vencedor d'una etapa al Tour de Normandia
- 1986
  -  Campió d'Alemanya amateur en Contrarellotge per equips
  - Vencedor d'una etapa al Gran Premi Guillem Tell
  - Vencedor d'una etapa a la Volta a la Baixa Saxònia
- 1987
  - Vencedor d'una etapa a la Volta a Renània-Palatinat
- 1988
  -  Medalla de plata als Jocs Olímpics de Seül en Ruta
  -  Campió d'Alemanya amateur en ruta
  - 1r al Gran Premi della Liberazione
- 1990
  - Vencedor d'una etapa de la Volta a Espanya
- 1993
  -  Campió d'Alemanya en ruta

### Resultats al Tour de França
- 1992. No surt (5a etapa)

### Resultats a la Volta a Espanya
- 1990. 121è de la classificació general. Vencedor d'una etapa
- 1991. Abandona

### Resultats al Giro d'Itàlia
- 1992. 144è de la classificació general
- 1993. Abandona